# Intef I.
Intef I. Sekertavi je bil tebanski nomarh  v zgodnjem prvem vmesnem obdobju Egipta in prvi faraon Enajste egipčanske dinastije. Vladal je od 4 do 16 let okoli leta 2120 ali 2070 pr. n. št. Zelo verjetno se je vojskoval s svojim severnim sosedom, koptitskim nomarhom Tjautijem. Pokopan je v grobnici v At Tarifu (sodobni Saff el-Dawaba).
Intefova starša bi lahko bila Mentuhotep I. in Neferu I.

## Dokazi
Intef je zagotovo znan s samo enega spomenika iz skoraj njegovega obdobja: dveh popisanih blokov iz Montujevega templja v Todu, postavljenih med vladavino Mentuhotepa II. Na blokih so rojstna in Horova imena treh Mentuhotepovih predhodnikov: Intefa I. Sehertavija, Intefa II. Vanaka in Intefa III. Nakt-neb-tep-neferja. Vsi vladarji so bili iz Enajste dinastije.
Izvirnih dokumentov, ki bi pripomogli k poznavanju Intefa I., ni. Mogoča izjema je kratek napis, odkrit v Zahodni puščavi, ki se bere »napadalne enote Rajevega sina Intefa«. Ob prvi objavi zapisa so Intefa imeli za Intefa I., čaprav bi bil lahko tudi Intef II. Napis je v bližini napisa, ki ga je dal napisati koptitski nomarh Tjauti.
Intef I. je bil zelo verjetno omenjen na kasnejših seznamih kraljev, kar pa ni dokazano, ker so seznami pokodovani ali izgubljeni. Na Karnaškem seznamu kraljev je  omenjen ob napisu »Men...«, ki zelo verjetno pomeni Mentuhotepa I. Odkritih je tudi nekaj fragmentov, ki bi lahko bili del Intefovega Horovega imena Sekertavi. Trajanje vladavine Intefa I. se na Torinskem seznamu kraljev ni ohranilo, trajanja vladavin drugih faraonov iz Enajste dinastije pa so se ohranila. Njihova vsota znaša 127 let. Ohranila se je tudi vsota let vladanj vseh faraonov iz Enajste dinastije, ki znaša 143 let. Iz teh mnogo kasnejših fragmentov sta se izračunali manjkajoči dolžini vladanj Mentuhotepa I. in Intefa I., ki sta skupaj znašali največ 16 let, zato bi  Intef I. lahko vladal 4 do 16 let.

## Vladanje
Intef I. je bil prvi član Enajste dinatije, ki je v vladarski naslov vključil Horovo ime. Ime Sehertavi  se najpogosteje prevaja kot »Ustvarjalec miru v dveh deželah«, »Tisti, ki je v dveh deželah vzpostavil mir« in »Pomirjevalec dveh dežel«.
Intefovo Horovo  ime z dvema kronama bi lahko pomenilo, da se je razglasil  za vladarja celega Egipta. Njegovi oblasti so se drugi nomarhi upirali, predvsem vladarji iz Desete dinastije, ki so vladali v Herakleopolis Magna,  njihov močni zaveznik, nomarh Hierakonpolisa Anktifi in pristaši hierakonpolske dinastije. Intef I. je ob prihodu na prestol vladal morda samo v Tebanskem (četrtem) nomu. Ko je premagal Anktifija ali enega od njegovih naslednikov, je pridobil še tri nome južno od Teb do Elefantine in ozemje severno od Teb do južne meje Koptitskega noma. Mogoče je tudi, da je vse omenjeno ozemlje pridobil že njegov predhodnik Mentuhotep I. Obe hipotezi sta zaradi pomanjkanja primarnih virov samo domnevi.
Intef I. se je takoj po prevzemu oblasti zapletel v vojno s severnimi sosedi. Grafit, ki ga je v Gebel Tjauti  severozahodno od Teb odkril Urad za nadzor Tebanske puščavske ceste, poroča, da so bile  tam »napadalske čete sina Raja Intefa«. Domneva se, da gre za Intefa I., ki se je vojskoval s koptitskim nomarhom Tjautijem. Domnevo podpira bližnja obrabljena Tjautijeva stela, ki poroča o gradnji ceste, ki bi ljudem omogočala prehod čez puščavo, ki jo je »zaprl vladar drugega noma,  [ko je začel vojno] z mojim nomom...«  Četudi ime vladarja ni eksplicitno omenjeno, Darell Baker in drugi egiptologi sklepajo, da gre za Intefa I. ali njegovega naslednika Intefa II. Eden od njiju je vsekakor porazil Tjautija in Koptos, Dendero in tri hierankopolske nome privedel pod tebansko oblast. Severna meja Tebanskega kraljestva se je pomaknila 250 km severno od Teb skoraj do Abidosa.

## Grobnica
Intefov pogrebni kompleks je vkopan v hrib At Tarif na nasprotnem bregu Nila v Tebah. Hrib se zdaj imenuje Saff el-Dawaba. Kompleks sestavljajo tri mogočne kraljeve grobnice. Napisi v eni od njih kažejo, da je pripadala Intefovemu nasledniku Intefu II.  V grobnici Intefa I. ni napisov, v njej pa so odkrili najstarejši tip lončenine v El Tarifu. Arheologi zato sklepajo, da je pripadala Intefu I. Kompleks meri 300 x 75 m. Za vkopanim dvoriščem je kolonada, ki vodi v pogrebno kapelo, vsekano v hrib in obdano  z dvema sobama. Pogrebna soba Intefa I. je vkopana pod pogrebno kapelo.
- Dvorišče grobnice Intefa I.
- Portico grobnice in s peskom zasuti stebri
- Stebriščna galerija pred pogrebno komoro
- Pogrebna komora

## Nasledstvo
Intefa I je nasledil brat Intef II., ki je nadaljeval vojno so sosednjim Tebanskim kraljestvom.